# Bernie Calvert
Bernard Bamford Calvert (16 de septiembre de 1942) es un músico británico que tocó el bajo y los teclados con The Hollies desde 1966 hasta 1981.

## Carrera
Trabajó con varios grupos de rock and roll durante los primeros años de la década de 1960, sobre todo con Rickie Shaw and The Dolphins, donde trabajó con los futuros miembros de The Hollies, Tony Hicks y Bobby Elliott. Originalmente pianista, Calvert, por sugerencia de Hicks, se pasó al bajo.
Tras la disolución de los Dolphins, Calvert tocó en varios conjuntos semiprofesionales. Sin embargo, al no poder avanzar en su carrera musical, Calvert aceptó un trabajo en una fábrica hasta que se le pidió que sustituyera al entonces bajista de The Hollies, Eric Haydock, en una gira por Escandinavia. Después de la gira, Calvert tocó en un álbum de The Everly Brothers y en el sencillo de The Hollies, "Bus Stop", antes de volver a su trabajo en la fábrica. Poco después, fue invitado a unirse a los Hollies de forma permanente en 1966.
Calvert era amigo de Mama Cass Elliot de The Mamas & the Papas.

## Bajos[5]
Fender Precision Después de que Eric Haydock dejara la banda, se le pidió a Calvert que lo sustituyera, y cuando se unió por primera vez a The Hollies, su primera elección de bajo eléctrico fue el Fender Precision Bass. El Fender Precision era un modelo antiguo, que todavía llevaba pastillas y cubiertas de puente. Se puede ver a Calvert utilizando este bajo en sus primeros años con la banda, desde 1966 hasta principios de 1967. Pero este modelo concreto de bajo eléctrico resurgiría en 1969, donde numerosas grabaciones y actuaciones en directo incluían este bajo, y Calvert utilizó este bajo hasta su marcha en 1980.
Fender Jazz Después del Fender Precision Bass, Calvert se pasó a un modelo más versátil de Fender Basses, el Jazz Bass. Al igual que el Fender Precision Bass, se trata de un modelo temprano, que todavía está equipado con cubiertas de pastillas y puentes. Calvert adquiriría este modelo de bajo eléctrico a principios de 1967, y utilizaría mucho este bajo en 1968, hasta que su Fender Precision resurgió en 1969. Algunas canciones que incluían el Jazz Bass serían tan notables como On A Carousel, Carrie-Anne, King Midas in Reverse, etc.
Rickenbacker 4000 A principios de los 70' o 71', Calvert compró y adquirió un bajo Rickenbacker 4000. El bajo Rickenbacker 4000 fue uno de los primeros modelos del catálogo de bajos de Rickenbacker, era un bajo sencillo, con una sola pastilla situada en el puente. El tono distintivo del Rickenbacker ayudó a Calvert a lo largo de los años 70 en sus grabaciones y actuaciones. Aunque actuaba más a menudo con el Precision, su Rickenbacker era el que más se oía en las grabaciones de los 70, como el álbum Distant Light. Calvert seguiría con este bajo hasta su salida de la banda.

## Honores
El 24 de septiembre de 2009, The Hollies fueron nominados para entrar en el Salón de la Fama del Rock and Roll, y el 18 de diciembre de 2009 fueron anunciados como candidatos a entrar en el Salón el 15 de marzo de 2010. En la ceremonia del RRHOF estuvieron representados por Clarke, Nash, Sylvester, Eric Haydock y Calvert. Aunque todos estos miembros habían abandonado la banda en distintos momentos, Bobby Elliott (batería) y Tony Hicks (guitarra) mantuvieron la banda, pero no pudieron asistir porque tenían una reserva previa. Los dos siguen liderando la banda, a partir de mayo de 2020.